# Camino Real (Califòrnia)

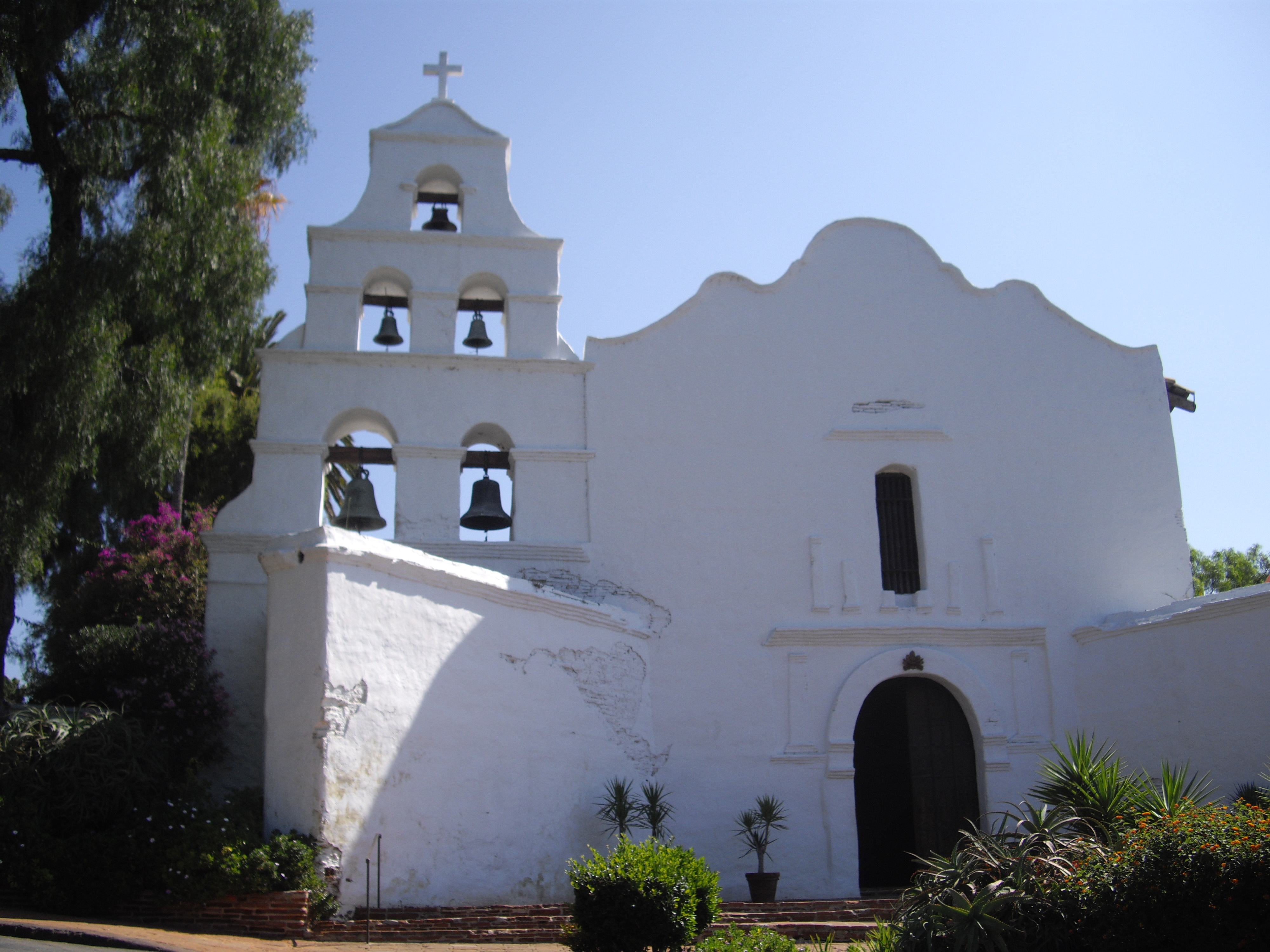
Missió de San Diego de Alcalá a Califòrnia

El Camino Real era la via de comunicació terrestre que unia les missions de la Baixa Califòrnia
i l'Alta Califòrnia, fundades entre 1683 i 1834. Originalment fou un camí de ferradura però ha estat modificat i millorat amb els anys. En l'actualitat forma part de la xarxa de carreteres de Mèxic i els Estats Units.

## Història

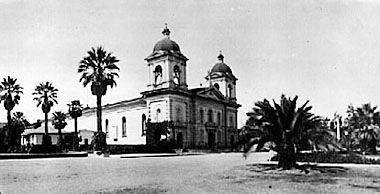
Missió de Santa Clara de Asís circa 1910.

La primera missió de les Califòrnies fou la de San Bruno, fundada pels jesuïtes el 1683.
El pla general de colonització i evangelització per part espanyola es basava en les missions, els pueblos i els presidios.
Es tractava d'anar progressant cap al nord fundant un rosari de missions a la distància d'un dia de camí a cavall de missió a missió. (Aproximadament tres dies a peu).
Al costat de cada missió es fundava un "pueblo" amb els indis conversos.
En llocs determinats hom hi afegia un "presidio", una residència més o menys fortificada amb soldats, per a protegir i ocupar el territori.
Les missions es finançaven amb diners recaptats pels ordes religiosos i proveïen les necessitats bàsiques dels soldats dels presidios. El soldats rebien armament i altres subministraments a càrrec de la corona española, de forma -però- molt irregular.
Cada missió havia de ser autosuficient i produir aliments i altres béns bàsics per als missioners, els nadius conversos i els soldats.

## Inicis i dificultats

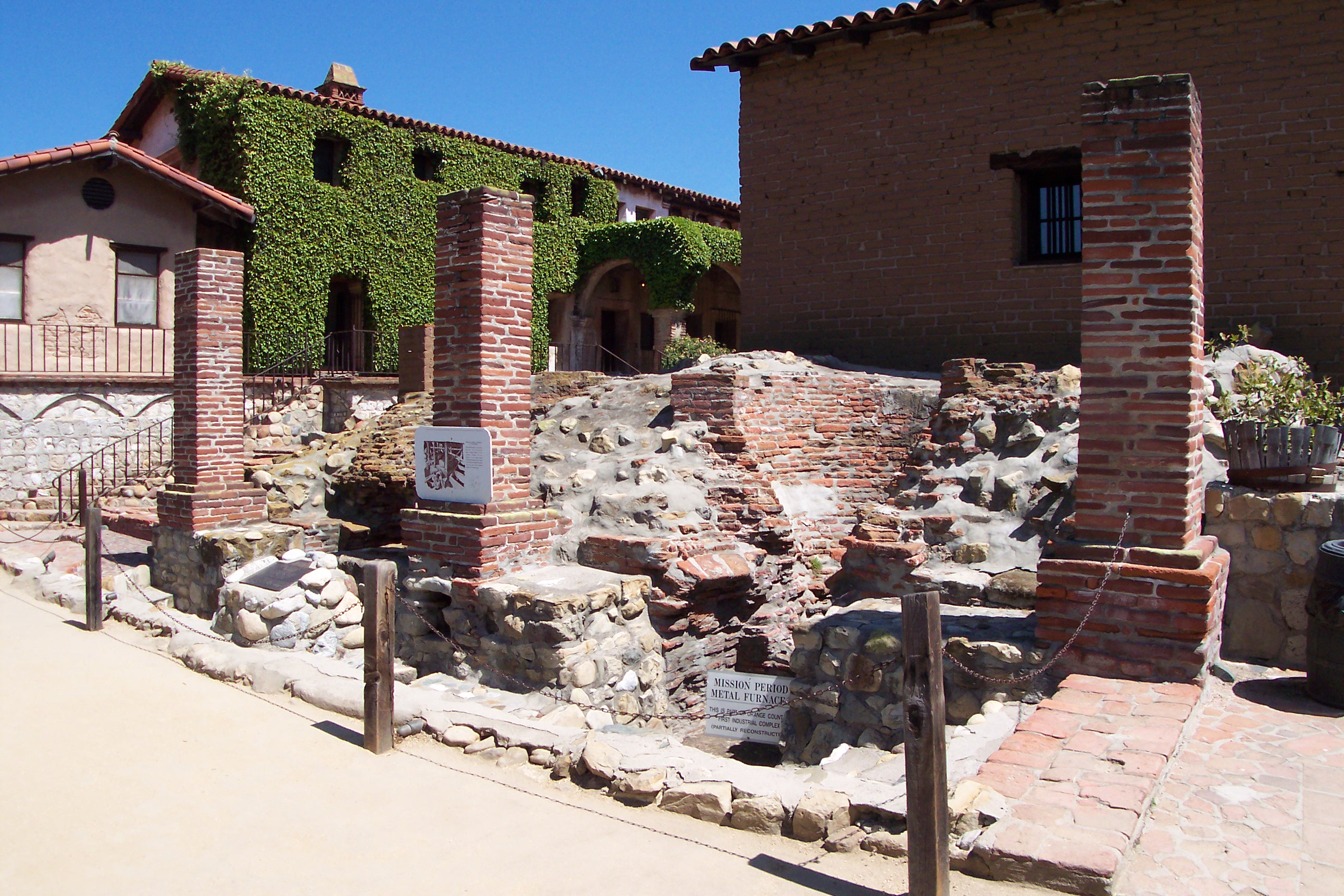
Restes de les fargues catalanes de la missió de San Juan Capistrano. Les instal·lacions industrials més antigues de Califòrnia (c.1790). I de les més antigues dels Estats Units

Deixant de banda els viatges d'exploració,

 plens de dificultats per la seva pròpia condició, la fundació d'una missió oferia problemes similars.
Una expedició reduïda, amb unes quantes mules i un parell de fares acompanyats d'alguns traginers i servents i algun indígena amic - sovint sense cap soldat- es desplaçava a un indret determinat, escollia un lloc adequat i hi plantava un campament provisional: la missió estava fundada.
Al cap de pocs dies es construïen algunes cabanes de fusta -per als soldats, servents i missioners-i una església rudimentària i es protegia el conjunt amb una palissada. Calia sembrar molt aviat i procurar una collita de blat per a menjar. Quan les provisions s'acabaven s'havia de menjar com els naturals del país : pinole, aglans,...
En els primers temps no hi havia ni bestiar (vaques i bous), ni aviram. Era necessària la cacera si es volia menjar carn o fer bullir l'olla.
Amb el temps i després de moltes penalitats, sovint al cap d'uns quants anys, es bastia una església de pedra o totxos cuits, uns quants edificis de toves i tots els magatzems necessaris.
Els indis conversos s'aplegaven en unes quantes casetes o eren confinats en la missió, amb separació de sexes.
La lectura de molts documents conservats demostra que els primers anys de totes les missions californianes fou molt difícil.
En alguns casos hi havia atacs per part dels indis amb víctimes mortals. Però el problema veritable fou la vida quotidiana. La pura i simple supervivència.

## La construcció del Camino Real
La construcció del Camino Real de Califòrnia fou una tasca feixuga que durà molts anys. Un cop fundada una missió es procedia a millorar el camí que l'unia amb la propera missió. Calia eixamplar-lo i aplanar-lo i dotar-lo d'uns elements auxiliars mínims. Per sort, i no pas per casualitat, molts dels missioners tenien coneixements tècnics que devien facilitar el traçat i la construcció del camino Real. Segons una tradició no confirmada, els missioners sembraren llavors de mostassa a les vores del camí ral per tal que les flors grogues de la planta ajudessin a indicar el camí.

## Missions
Ordenades geogràficament de nord a sud, les missions foren les següents :

### Alta Califòrnia
- Mission San Francisco Solano, a Sonoma
- Mission San Rafael Arcángel, a San Rafael (Califòrnia)
- Mission San Francisco de Asís (Mission Dolores), a San Francisco
- Mission San José, a Fremont (Califòrnia)
- Mission Santa Clara de Asís, a Santa Clara (Califòrnia)
- Mission Santa Cruz, a Santa Cruz (Califòrnia)
- Mission San Juan Bautista, a San Juan Bautista (Califòrnia)
- Mission San Carlos Borromeo de Carmelo, al sud de Carmel Valley Village
- Mission Nuestra Señora de la Soledad, al sud de Soledad (Califòrnia)
- Mission San Antonio de Padua, al nord-oest de Jolon
- Mission San Miguel Arcángel, a San Miguel
- Mission San Luis Obispo de Tolosa, a San Luis Obispo
- Mission La Purísima Concepción, al nord-est de Lompoc
- Mission Santa Inés, a Solvang
- Mission Santa Barbara, a Santa Bàrbara (Califòrnia)
- Mission San Buenaventura, a Ventura (Califòrnia)
- Missió de San Fernando Rey de España, a Mission Hills (Los Angeles)
- Mission San Gabriel Arcángel, a San Gabriel
- Mission San Juan Capistrano, a San Juan Capistrano
- Mission San Luis Rey de Francia, a Oceanside
- Missió de San Diego de Alcalá a San Diego

### Estat de Baixa Califòrnia
- Missió El Descanso (Missió San Miguel la Nueva), a Rosarito
- Misión de Nuestra Señora de Guadalupe del Norte, a Guadalupe
- Misión San Miguel Arcángel de la Frontera, a Ensenada
- Misión Santa Catarina Virgen y Mártir, a Ensenada
- Misión Santo Tomás de Aquino
- Misión San Vicente Ferrer
- Misión Santo Domingo de la Frontera, prop de Colonia Vicente Guerrero
- Misión San Pedro Mártir de Verona
- Misión Nuestra Señora del Santísimo Rosario de Viñacado, prop de El Rosario
- Misión San Fernando Rey de España de Velicatá
- Visita de Calamajué (Visita de Calamyget) a Calamajué
- Misión Santa María de los Ángeles, prop de Cataviña
- Misión San Francisco Borja
- Misión Santa Gertrudis

- Misión San Ignacio Kadakaamán,[7] a San Ignacio
- Misión Nuestra Señora de Guadalupe de Huasinapi,[8] a Guadalupe
- Visita de San José de Magdalena, in Santa Rosalía
- Misión Santa Rosalía de Mulegé,[9] a Mulegé
- Misión San Bruno in San Bruno
- Misión La Purísima Concepción de Cadegomó,[10] a La Purísima
- Misión San Jose de Comondú,[11] al nord de Loreto
- Misión de Nuestra Señora de Loreto Conchó,[12] a Loreto
- Misión San Francisco Javier de Viggé-Biaundó,[13] a San Javier
- Misión San Juan Bautista Malibat[14] (Misión Liguí), a Liguí
- Misión Nuestra Señora de los Dolores del Sur Chillá,[15] entre Loreto i La Paz
- Misión San Luis Gonzaga Chiriyaqui,[16] al nord-oest de La Paz
- Misión de Nuestra Señora del Pilar de La Paz Airapí,[17] a La Paz
- Misión Santa Rosa de las Palmas[18] (Misión Todos Santos), a Todos Santos
- Misión Santiago de Los Coras,[19] in Santiago
- Misión Estero de las Palmas de San José del Cabo Añuití,[20] in San José del Cabo

## Missioners mallorquins, valencians i catalans
- Juníper Serra
- Joan Crespí Fiol
- Rafael Josep Verger
- Francesc Palou
- Pere Font
- Magí Català i Guasch
- Lluís Jaume Vallespir

## Exploradors, militars i càrrecs polítics
- Gaspar de Portolà
- Pere Fages i Beleta
- José Francisco Ortega.